# Illes Desertes

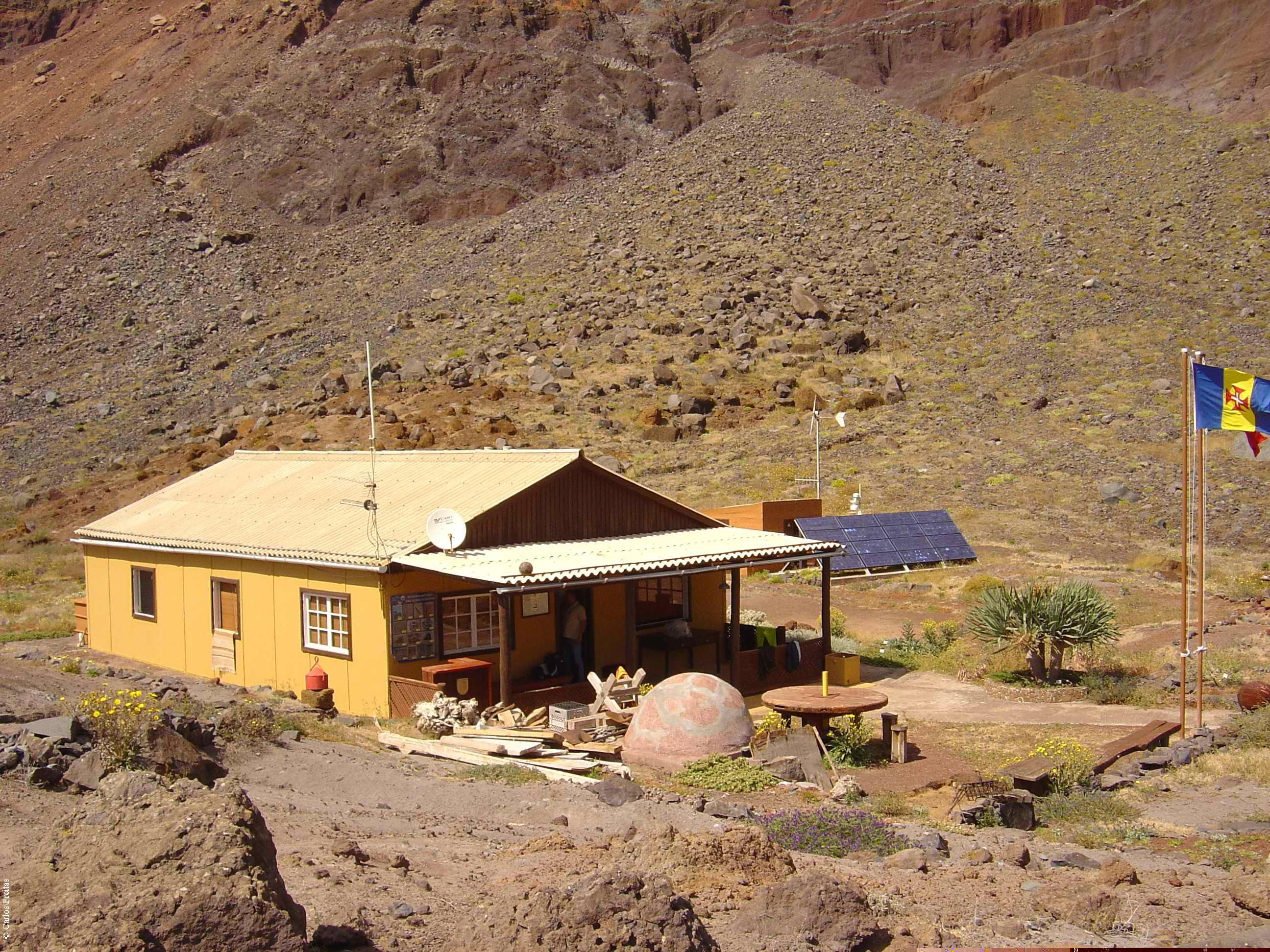
Caseta del Guarda, a la Deserta Gran.

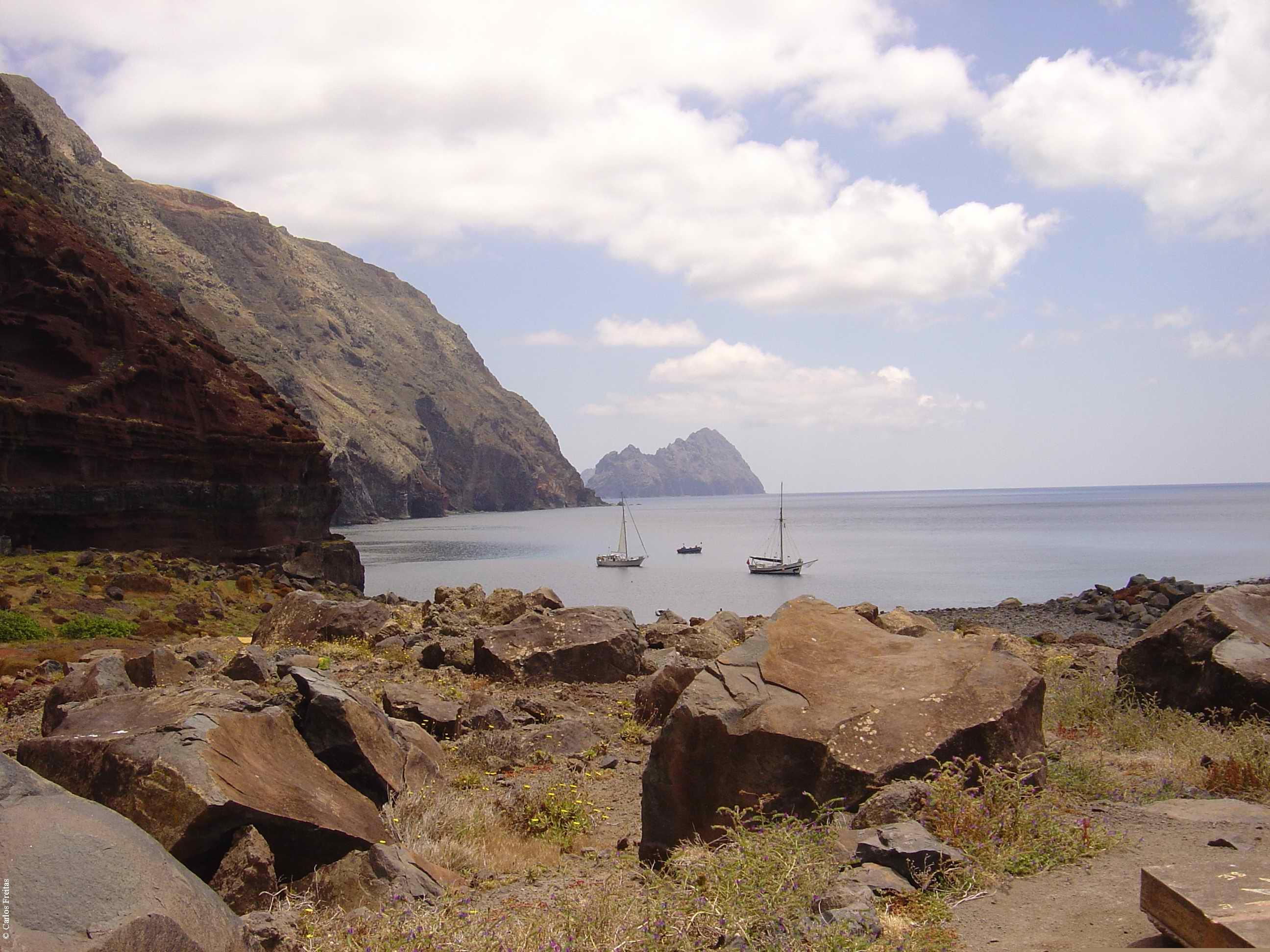
Paisatge de la Deserta Gran.

Illes Desertes (en portuguès, i oficialment "Ilhas Desertas") és el nom de tres petites illes d'origen volcànic, situada al sud-est de l'Illa de Madeira, que constitueixen la Reserva Natural de les Illes Desertes, que estan classificades com a Reserva Biogenètica per part del Consell d'Europa. Formen part de les Illes Desertes l'Illot Chão, la Deserta Gran i l'Illot Bugia.
La superfície total de les Illes Desertes és de 14 km². El punt més alt és de 479 m a l'illa més gran anomenada Deserta Gran, que mesura 13,5 km de llarg i 2,4 km d'ample com a màxim. L'Illot Chão culmina a 104 m. mentre que Bugia culmina a 411 m.
Administrativament pertanyen a Portugal, més concretament al comtat de Santa Cruz (Madeira), tot i que l'Estat espanyol manté un litigi de sobirania amb l'Estat portuguès.

## Biologia
Malgrat la seva proximitat a l'illa de Madeira, la geologia de les illes Desertes és completament diferent. Aquestes illes altes, llargues i rocalloses tenen sòls infèrtils. La població animal inclou al voltant de 16 espècies d'ocells, de les quals 8 són aus marines, cabres, conills i alguns altres rosegadors. Els mamífers abans anomenats han estat introduïts pels primers mariners portuguesos que desembarcaren a les rocalloses platges d'aquestes illes. Alguns rèptils, com llangardaixos de Madeira, i aranyes, entre ells una mena de taràntula de dimensions notables, la Hogna ingens, endèmica de les Illes Desertes viuen en aquest àrid i fràgil ecosistema.
Viu a les seves platges una petita colònia de vell marí. La població d'aquestes foques, que el 1998 va incloure només 8 individus, té ara gairebé 20 exemplars.
L'única illa potencialment habitable és la Deserta Gran, mercès a la presència d'una font d'aigua, encara que aquesta sigui escassa i bruta. Tots els intents de colonització han fracassat a causa de la impossibilitat d'instal·lar qualsevol tipus d'agricultura.
La presència humana permanent és representada pels guardes, pels geòlegs, per les poques persones que ocasionalment les visiten amb el seu vaixell i algunes estacions de recerca científica, repartides per totes les illes.

## Breu història
Des del segle xiv aquestes illes ja eren conegudes pel nom que actualment tenen, o pel singular "Illa Deserta", però només es van explorar adequadament després dels primers viatges de reconeixement de João Gonçalves Zarco el 1420 / 1421. Es va intentar establir una colònia portuguesa en diverses ocasions, sempre sense èxit, donades les dures condicions de vida i la sequedat extrema de les illes.
Les illes van ser propietat privada de dues famílies angleses radicades a l'Illa de Madeira entre el 1894 i 1971 (talment com les Illes Salvatges) quan van ser comprades per l'Estat Portuguès i reconvertides en Reserva Natural el 1995.